# Liste der Bodendenkmale in Reinbek
In der Liste der Bodendenkmale in Reinbek sind die Bodendenkmale der Stadt Reinbek nach dem Stand der Bodendenkmalliste des Archäologischen Landesamts Schleswig-Holstein von 2016 aufgelistet. Die Baudenkmale sind in der Liste der Kulturdenkmale in Reinbek aufgeführt.
| Denkmal-ID           | Befundart           | Bezeichnung                              | Zeitstellung                 | Lage | Bemerkungen | Bild         |
| -------------------- | ------------------- | ---------------------------------------- | ---------------------------- | ---- | ----------- | ------------ |
| aKD-ALSH-Nr. 004 862 | Grabmal > Grabhügel | Grabhügel                                | Vor- und/oder Frühgeschichte |      |             |              |
| aKD-ALSH-Nr. 004 863 | Grabmal > Grabhügel | Grabhügel                                | Vor- und/oder Frühgeschichte |      |             |              |
| aKD-ALSH-Nr. 004 864 | Grabmal > Grabhügel | Grabhügel                                | Vor- und/oder Frühgeschichte |      |             |              |
| aKD-ALSH-Nr. 004 865 | Grabmal > Grabhügel | Grabhügel                                | Vor- und/oder Frühgeschichte |      |             |              |
| aKD-ALSH-Nr. 004 866 | Grabmal > Grabhügel | Grabhügel                                | Vor- und/oder Frühgeschichte |      |             |              |
| aKD-ALSH-Nr. 004 867 | Grabmal > Grabhügel | Grabhügel                                | Vor- und/oder Frühgeschichte |      |             |              |
| aKD-ALSH-Nr. 004 868 | Grabmal > Grabhügel | Grabhügel                                | Vor- und/oder Frühgeschichte |      |             |              |
| aKD-ALSH-Nr. 004 869 | Grabmal > Grabhügel | Grabhügel                                | Vor- und/oder Frühgeschichte |      |             |              |
| aKD-ALSH-Nr. 004 870 | Grabmal > Grabhügel | Grabhügel                                | Vor- und/oder Frühgeschichte |      |             |              |
| aKD-ALSH-Nr. 004 871 | Grabmal > Grabhügel | Grabhügel                                | Vor- und/oder Frühgeschichte |      |             |              |
| aKD-ALSH-Nr. 004 872 | Grabmal > Grabhügel | Grabhügel                                | Vor- und/oder Frühgeschichte |      |             |              |
| aKD-ALSH-Nr. 004 873 | Grabmal > Grabhügel | Grabhügel                                | Vor- und/oder Frühgeschichte |      |             |              |
| aKD-ALSH-Nr. 004 874 | Grabmal > Grabhügel | Grabhügel                                | Vor- und/oder Frühgeschichte |      |             |              |
| aKD-ALSH-Nr. 004 875 | Grabmal > Grabhügel | Grabhügel                                | Vor- und/oder Frühgeschichte |      |             |              |
| aKD-ALSH-Nr. 004 876 | Grabmal > Grabhügel | Grabhügel                                | Vor- und/oder Frühgeschichte |      |             |              |
| aKD-ALSH-Nr. 004 877 | Grabmal > Grabhügel | Grabhügel                                | Vor- und/oder Frühgeschichte |      |             |              |
| aKD-ALSH-Nr. 004 878 | Grabmal > Grabhügel | Grabhügel                                | Vor- und/oder Frühgeschichte |      |             |              |
| aKD-ALSH-Nr. 004 879 | Grabmal > Grabhügel | Grabhügel                                | Vor- und/oder Frühgeschichte |      |             |              |
| aKD-ALSH-Nr. 004 880 | Grabmal > Grabhügel | Grabhügel                                | Vor- und/oder Frühgeschichte |      |             |              |
| aKD-ALSH-Nr. 004 881 | Grabmal > Grabhügel | Grabhügel                                | Vor- und/oder Frühgeschichte |      |             |              |
| aKD-ALSH-Nr. 004 882 | Grabmal > Grabhügel | Grabhügel                                | Vor- und/oder Frühgeschichte |      |             |              |
| aKD-ALSH-Nr. 004 883 | Grabmal > Grabhügel | Grabhügel                                | Vor- und/oder Frühgeschichte |      |             |              |
| aKD-ALSH-Nr. 004 884 | Grabmal > Grabhügel | Grabhügel                                | Vor- und/oder Frühgeschichte |      |             |              |
| aKD-ALSH-Nr. 004 885 | Grabmal > Grabhügel | Grabhügel                                | Vor- und/oder Frühgeschichte |      |             |              |
| aKD-ALSH-Nr. 004 886 | Grabmal > Grabhügel | Grabhügel                                | Vor- und/oder Frühgeschichte |      |             |              |
| aKD-ALSH-Nr. 004 887 | Grabmal > Grabhügel | Grabhügel                                | Vor- und/oder Frühgeschichte |      |             |              |
| aKD-ALSH-Nr. 004 888 | Grabmal > Grabhügel | Grabhügel                                | Vor- und/oder Frühgeschichte |      |             |              |
| aKD-ALSH-Nr. 004 889 | Grabmal > Grabhügel | Grabhügel                                | Vor- und/oder Frühgeschichte |      |             |              |
| aKD-ALSH-Nr. 004 890 | Grabmal > Grabhügel | Grabhügel                                | Vor- und/oder Frühgeschichte |      |             |              |
| aKD-ALSH-Nr. 004 891 | Grabmal > Grabhügel | Grabhügel                                | Vor- und/oder Frühgeschichte |      |             |              |
| aKD-ALSH-Nr. 004 892 | Grabmal > Grabhügel | Grabhügel                                | Vor- und/oder Frühgeschichte |      |             |              |
| aKD-ALSH-Nr. 004 893 | Grabmal > Grabhügel | Grabhügel                                | Vor- und/oder Frühgeschichte |      |             |              |
| aKD-ALSH-Nr. 004 894 | Grabmal > Grabhügel | Grabhügel                                | Vor- und/oder Frühgeschichte |      |             |              |
| aKD-ALSH-Nr. 004 895 | Grabmal > Langbett  | Langbett/Steinreihe                      | Neolithikum                  |      |             |              |
| aKD-ALSH-Nr. 004 896 | Grabmal > Grabhügel | Grabhügel                                | Vor- und/oder Frühgeschichte |      |             |              |
| aKD-ALSH-Nr. 004 897 | Grabmal > Grabhügel | Grabhügel                                | Vor- und/oder Frühgeschichte |      |             |              |
| aKD-ALSH-Nr. 004 898 | Grabmal > Grabhügel | Grabhügel                                | Vor- und/oder Frühgeschichte |      |             |              |
| aKD-ALSH-Nr. 004 899 | Grabmal > Grabhügel | Grabhügel                                | Vor- und/oder Frühgeschichte |      |             |              |
| aKD-ALSH-Nr. 004 900 | Grabmal > Grabhügel | Grabhügel                                | Vor- und/oder Frühgeschichte |      |             |              |
| aKD-ALSH-Nr. 004 901 | Grabmal > Grabhügel | Grabhügel                                | Vor- und/oder Frühgeschichte |      |             |              |
| aKD-ALSH-Nr. 004 902 | Grabmal > Langbett  | Langbett/Steinreihe                      | Neolithikum                  |      |             |              |
| aKD-ALSH-Nr. 004 903 | Grabmal > Grabhügel | Grabhügel                                | Vor- und/oder Frühgeschichte |      |             |              |
| aKD-ALSH-Nr. 004 904 | Grabmal > Grabhügel | Grabhügel                                | Vor- und/oder Frühgeschichte |      |             |              |
| aKD-ALSH-Nr. 004 905 | Grabmal > Grabhügel | Grabhügel                                | Vor- und/oder Frühgeschichte |      |             |              |
| aKD-ALSH-Nr. 004 906 | Grabmal > Grabhügel | Grabhügel                                | Vor- und/oder Frühgeschichte |      |             |              |
| aKD-ALSH-Nr. 004 907 | Grabmal > Grabhügel | Grabhügel                                | Vor- und/oder Frühgeschichte |      |             |              |
| aKD-ALSH-Nr. 004 908 | Grabmal > Grabhügel | Grabhügel                                | Vor- und/oder Frühgeschichte |      |             |              |
| aKD-ALSH-Nr. 004 909 | Grabmal > Grabhügel | Grabhügel                                | Vor- und/oder Frühgeschichte |      |             |              |
| aKD-ALSH-Nr. 004 910 | besonderer Stein    | Inschriftenstein/Grenzstein/Schalenstein |                              |      |             | Schalenstein |